# Бак, Зенон Марсель
Зенон Марсель Бак (фр. Zénon-Marcel Bacq, 31 декабря 1903, Ла-Лувьер — 12 июля 1983, Фонтенуа) — бельгийский радиобиолог и изобретатель.

## Биография
Он изучал медицину в Брюссельском свободном университете, став доктором медицины в 1927 году. Затем он учился в Гарвардском университете (1929—1930), предварительно получив грант от бельгийского Национального фонда научных исследований. После завершения обучения он преподавал физиологию животных, патологию, а также фармакологию и радиобиологию в университете Льежа.
Изучая химическую передачу нервных импульсов, он изобрёл методику сохранения исследователя от ионизирующих излучений. В 1948 году он получил Премию Франки за свой вклад биологическую и медицинскую науку, в частности, за исследования применения химического оружия в Бельгии во время Первой мировой войны. В 1959 году получил премию Хонка. В 1970 году основал Ассоциацию по распространению научных знаний.
Был также известен как валлонский националист: он вступил в Ассоциацию прогрессивных интеллектуальных и художественных деятелей Валлонии и вёл активную работу по сохранению валлонской культуры и противодействию повышения доли парламентариев-фламандцев в бельгийском парламенте, был членом ряда валлонских общественных и культурных организаций.

### Переводы на русский язык
- Бак З., Александер П. Основы радиобиологии = Fundamentals of radiobiology By Z. M. Bacq and Peter Alexander. Completely rev. 2 d ed. Oxford a. o. Pergamon press, 1961 / Пер. с англ. Б. И. Генгринович, В. П. Коноплева и П. М. Хомиковского; Под ред. и с предисл. Я. М. Варшавского, Э. Я. Граевского и М. Н. Мейселя. — М.: Изд-во иностр. лит., 1963. — 500 с.